# Naevis
Naevis (en hangul, 나이비스; romanización revisada, Naibiseu; McCune-Reischauer, Naibisŭ; estilizado como nævis) es una ídolo virtual surcoreana creada por la discográfica SM Entertainment como parte de SM Culture Universe. Desarrollada utilizando inteligencia artificial generativa, Naevis hizo su primera aparición en 2020 durante la construcción del universo de Aespa, y en su sencillo debut «Black Mamba». Tras aparecer en numerosas ocasiones junto al grupo, el papel de Naevis se expandió para ser independiente del mismo en 2024 con el lanzamiento de su primer sencillo, «Done».

## Antecedentes y desarrollo
El desarrollo de Naevis comenzó en 2017 como parte de un proyecto de investigación y desarrollo en SM Entertainment, y se aceleró durante la pandemia de COVID-19, cuando el concepto de metaverso empezó a cobrar fuerza. La voz de Naevis es sintetizada por inteligencia artificial, mientras que los visuales, incluyendo vídeos musicales, vídeos cortos, fotos y productos de mercancía, se crean en colaboración con LG Uplus, utilizando el producto de inteligencia artificial generativa Ixi-Gen de la compañía, un modelo de lenguaje a pequeña escala basado en el software Exaone de LG AI Research.
Naevis no está basada en una sola persona; su voz se crea a partir de una mezcla de muestras tomadas de actores de voz.

## Apariciones

### 2020-2023: Presencia en Kwangya
Dentro del SM Culture Universe, Naevis ha sido descrita como «la compañera de Aespa» en Kwangya, un mundo virtual en una dimensión paralela. Naevis ayuda al grupo a luchar contra la supervillana ficticia Black Mamba.
Naevis fue presentada por primera vez en octubre de 2020 en un vídeo protagonizado por Karina, integrante de Aespa, titulado My, Karina. Posteriormente, el personaje apareció en los vídeos musicales de Aespa de «Next Level» y «Savage» (2021), así como en «Girls» (2022). En enero de 2023, SM Entertainment reveló que tenían planes de expandir el papel de Naevis, convirtiéndola en una ídolo virtual que lanzaría su propia música. Al mismo tiempo, se anunció que Naevis haría su debut como parte de un concierto en realidad virtual durante el South by Southwest de ese mismo mes. Sin embargo, esos planes no se concretaron.
La voz de Naevis se escuchó por primera vez en «Welcome to My World» de Aespa. La canción, que originalmente iba a ser interpretada únicamente por Naevis, se lanzó en mayo de 2023 como parte del tercer EP del grupo, My World. Naevis también aparece en el videoclip de la canción, siguiendo al grupo con una presencia misteriosa mientras emprenden un viaje por carretera. El debut en solitario de Naevis fue anunciado nuevamente por SM en agosto de 2023, y se programó para el primer trimestre de 2024.

### 2024-presente: Expansión más allá de Aespa
En junio de 2024, Naevis apareció como parte de la gira Synk: Parallel Line de Aespa. La confirmación de su debut en el tercer trimestre de 2024 se dio a conocer el 8 de agosto, cuando SM Entertainment reveló sus planes para los dos últimos trimestres de 2024. Más detalles fueron anunciados el 21 de agosto, con SM lanzando un sitio web oficial y cuentas de redes sociales, además de publicar un teaser en su canal de YouTube, que mostraba filas de código de computadora con el mensaje «Naevis is coming to the real world», seguido de una silueta del personaje.
El sencillo debut de Naevis, «Done», fue anunciado el 3 de septiembre. La canción, junto con su vídeo musical que muestra a Naevis entrando al mundo real  explorando un entorno urbano, fue lanzada el 10 de septiembre.
En octubre de 2024, Naevis actuó como embajadora en la conferencia anual de la Fundación de Diseño de Seúl. En el evento, se presentó un vídeo de Naevis interpretando «Done», así como una entrevista entre el personaje y el alcalde de Seúl, Oh Se-hoon. En el informe de ganancias del tercer trimestre de 2024 de SM, publicado a principios de noviembre, la compañía confirmó sus planes de lanzar un EP para Naevis en el primer trimestre de 2025. En diciembre, se anunciaron planes para nuevas apariciones, con SM y Munhwa Broadcasting Corporation firmando un acuerdo para codesarrollar contenido para Naevis, incluidas apariciones en Show! Music Core de MBC.

## Recepción
Naevis recibió una recepción mixta por parte de los fanáticos. Mientras que algunos encontraron impresionantes los gráficos generados por IA, otros consideraron inquietante la combinación de lo que parecía ser material editado de una persona real bailando, con un rostro de IA intercambiado. También se cuestionó la necesidad de que SM Entertainment lanzara una ídolo virtual, con algunos comentando que la voz sintetizada por IA de Naevis sonaba como una mezcla de las voces de las miembros de Aespa, prefiriendo que las canciones de Naevis fueran interpretadas por el grupo en lugar de por ella.

## Discografía

### Sencillos
| Título                                                                            | Año  | Mejor posición | Mejor posición | Mejor posición | Álbum     |
| Título                                                                            | Año  | COR            | SGP            | VIE            | Álbum     |
| --------------------------------------------------------------------------------- | ---- | -------------- | -------------- | -------------- | --------- |
| «Welcome to My World» (con Aespa)                                                 | 2023 | 68             | —              | 63             | My World  |
| «Done»                                                                            | 2024 | —              | —              | —              | Sin álbum |
| «–» indica que el lanzamiento no fue lanzado o no se posicionó en ese territorio. |      |                |                |                |           |